# 日本生活協同組合連合会
日本生活協同組合連合会（にほんせいかつきょうどうくみあいれんごうかい）は、日本の各地の生活協同組合（生協）や生協連合会 が加入する全国連合会である。略称は日本生協連、日生協。全国の生協の中央会的役割をしており、事業領域ごとに全国連合会があり、日本コープ共済生活協同組合連合会（コープ共済連）や日本医療福祉生活協同組合連合会（医療福祉生協連）、全国大学生活協同組合（大学生協）などに分かれている。

## 概要
1951年3月20日設立。2019年度末の組合員（会員組合）数は316、供給（売上）高は3,921億円である。主な事業は、プライベートブランド（PB）商品の開発と供給、通販事業、会員の事業・活動支援などである。PB商品の開発に積極的であり、赤地の楕円に白文字で (CO･OP) のマークが付けられた製品（コープ商品）は日本生協連の開発である。以前は共済事業（CO･OP共済）も行っていたが、生協法の改正によって取り扱いが規制されたことから、2009年3月21日付けで日本コープ共済生活協同組合連合会（略称：コープ共済連）に移管した。
日本生協連と加盟組合の関係
日本には地域生協、職域生協、学校生協、大学生協、医療福祉生協、共済生協など、さまざまな生協がある。日本生協連はそれらの生協が加盟する全国連合会であり、「本部と支部」といった関係ではない。各生協と日本生協連、あるいは生協と生協の間では、人事交流や支援、商品の共同開発や物流機能の共同化などが行われている。
地域のいくつかの生協が集まって生活協同組合連合会を組織する場合もあり、下記のような連合会も 日本生協連に加盟している。
- 都道府県単位の生活協同組合連合会（東京都生協連など）
- 全国区域の生活協同組合連合会（大学生協連など）
- 共同で商品の仕入・開発・物流などの事業を行う生活協同組合連合会（生協事業連合など）

## 主な事業
1．会員生協への商品供給などに関わる事業
- プライベートブランド「コープ商品」の開発と会員生協への供給
- 通販事業（総合カタログ「くらしと生協」の発行ほか）
- 商品事業に関わる品質管理、物流・情報システムなど事業基盤の開発や運用、など

2．生協の全国組織としての取り組み
- 生協の全国的な事業・活動方針策定
- 国内・国外の各種協同組合・諸団体・行政などとの連絡・調整
- 「食」「環境」「福祉」「平和」「消費者問題」など、生活に関わる社会的なテーマについての意見発信や取り組み、など

3．会員生協への支援の取り組み
- 会員生協間の連絡・調整・交流
- 会員生協の宅配・店舗・福祉などの事業や、環境保全・くらしの助け合いなどの組合員活動への支援
- 会員生協の組織運営・法令順守の支援、など

## 子会社・関連団体等
- 株式会社シーエックスカーゴ／株式会社コープクリーン／コープ情報システム株式会社／株式会社コープトレードジャパン／CO-OP TRADE AMERICA.INC.／全国学校用品株式会社／株式会社アイアンドアイサービス／株式会社地球クラブ
- 日本コープ共済生活協同組合連合会（コープ共済連）／日本医療福祉生活協同組合連合会（医療福祉生協連）/全国大学生活協同組合連合会（全国大学生協連）[3]。
- 公益財団法人生協総合研究所／賀川記念全国生協教育基金協会／日生協企業年金基金

## 沿革
- 1951年　日本生活協同組合連合会創立（初代会長・賀川豊彦）
- 1957年　日本生協連婦人部全国協議会創立
- 1958年　全日本事業生活協同組合連合会 （事業連） 創立総会
- 1960年　日本生協連コープ商品第1号「生協バター」を発売
- 1967年　第1回 全国生協大会開催
- 1976年　商品検査センター開設
- 1984年　CO･OP共済事業を開始
- 1987年　アジア生協協力基金設立
- 1999年　品質管理マネジメント認証ISO9001取得
- 2000年　コーププラザ全館で環境認証ISO14001取得（2004年1月、日本生協連全体に拡大）
- 2002年　商品検査センター新館開設
- 2008年　日本コープ共済生活協同組合連合会（コープ共済連）創立
- 2010年　日本医療福祉生活協同組合連合会（医療福祉生協連）創立
- 2014年　新電力会社「株式会社 地球クラブ」設立
- 2017年　（株）地球クラブ、コープみらいを通じ、生協組合員対象の電力小売事業を開始
- 2020年　「日本の生協の2030年ビジョン」採択
- 2021年　日本生協連創立70周年

## 加盟組合
組合名の後の（連）は生協連合会、無印は地域生協、（学）は学校生協、（職）は職域生協、（他）はその他事業生協に付した。
本部を置く都府県以外でも事業展開している組合については、組合名に（）を付した。一覧 その他は日本の生活協同組合一覧を参照。

### 北海道
- 北海道生活協同組合連合会（連）
- 北海道漁業協同組合連合会（連）
- 生活協同組合コープさっぽろ
- 生活クラブ生活協同組合北海道
- 北海道学校生活協同組合（学）
- 上川地区学校生活協同組合（学）
- 網走四地区学校生活協同組合（学）
- 峰延農業協同組合（他）

### 東北
青森県
- 青森県生活協同組合連合会（連）
- 生活協同組合コープあおもり（サ）
- 青森県民生活協同組合（サ）
- 生活協同組合とわだ
- 生活クラブ生活協同組合青森
- 青森県庁消費生活協同組合（職）
- 八戸市職員生活協同組合（職）
- 十和田市職員生活協同組合（職）
- （消費者信用生活協同組合）（他）

秋田県
- 秋田県生活協同組合連合会（連）
- 生活協同組合コープあきた（サ）
- 秋田県学校生活協同組合（学）
- 中通生活協同組合（職）

岩手県
- 岩手県生活協同組合連合会（連）
- いわて生活協同組合（サ）
- 生活クラブ生活協同組合岩手
- 岩手県学校生活協同組合（学）
- 宮古市職員生活協同組合（職）
- 釜石市職員生活協同組合（職）
- 大船渡市役所職員生活協同組合（職）
- 遠野市役所生活協同組合（職）
- 消費者信用生活協同組合（他）

宮城県
- 宮城県生活協同組合連合会（連）
- 生活協同組合連合会コープ東北サンネット事業連合（連）
- みやぎ生活協同組合（サ）
- 生活協同組合あいコープみやぎ
- 生活クラブ生活協同組合みやぎ
- みやぎ仙南農業協同組合（他）

山形県
- 山形県生活協同組合連合会（連）
- 生活協同組合共立社（サ）
- 生活クラブやまがた生活協同組合
- 山形県学校生活協同組合（学）
- 余目町農業協同組合（他）

福島県
- 福島県生活協同組合連合会（連）
- 生活協同組合パルシステム福島
- 生活協同組合あいコープふくしま
- （みやぎ生活協同組合）[4]（サ）
- 生活協同組合コープあいづ（サ）
- 生活クラブふくしま生活協同組合
- 福島県学校生活協同組合（学）

### 関東・甲信越
茨城県
- 茨城県生活協同組合連合会（連）
- いばらきコープ生活協同組合
- 生活協同組合パルシステム茨城 栃木
- 生活クラブ生活協同組合茨城
- 常総生活協同組合
- （よつ葉生活協同組合）
- 茨城県学校生活協同組合（学）
- 茨城県庁生活協同組合（職）
- すヾ陽生活協同組合（職）
- 取手市職員生活協同組合（職）
- やさと農業協同組合（他）

栃木県
- 栃木県生活協同組合連合会（連）
- とちぎコープ生活協同組合
- （生活協同組合パルシステム茨城 栃木）
- 生活クラブ生活協同組合栃木
- よつ葉生活協同組合
- 栃木県学校生活協同組合（学）
- 宇都宮市職員生活協同組合（職）
- 栃木県職員生活協同組合（職）

群馬県
- 群馬県生活協同組合連合会（連）
- 生活協同組合コープぐんま
- 生活協同組合パルシステム群馬
- 生活クラブ生活協同組合群馬
- （よつ葉生活協同組合）
- 群馬県学校生活協同組合（学）
- 群馬県庁生活協同組合（職）

千葉県
- 千葉県生活協同組合連合会（連）
- （生活協同組合コープみらい）
- 生活協同組合パルシステム千葉
- 生活クラブ生活協同組合千葉
- なのはな生活協同組合
- （東都生活協同組合）
- （常総生活協同組合）
- 千葉県学校生活協同組合（学）
- 千葉県庁生活協同組合（職）
- 生活協同組合ちば住宅コープ（他）

埼玉県
- 埼玉県生活協同組合連合会（連）
- コープデリ生活協同組合連合会（連）
- 生活協同組合コープみらい
- 生活協同組合パルシステム埼玉
- 生活クラブ生活協同組合埼玉
- 埼玉県勤労者生活協同組合（ユーアイコープ）
- （東都生活協同組合）
- さいたま住宅生活協同組合（他）
- 子どものその保育生活協同組合（他）

東京都
- 東京都生活協同組合連合会（連）
- パルシステム生活協同組合連合会（連）
- パルシステム共済生活協同組合連合会（連）
- 生活クラブ事業連合生活協同組合連合会（連）
- 生活クラブ共済事業連合生活協同組合（連）
- 生活協同組合連合会大学生協東京事業連合（連）
- （生活協同組合コープみらい）
- 生活協同組合パルシステム東京
- 生活クラブ生活協同組合東京
- 東都生活協同組合
- 自然派くらぶ生活協同組合
- 小笠原消費生活協同組合
- （なのはな生活協同組合）
- 東京都学校生活協同組合（学）
- 中央大学生活協同組合（学）
- 農林水産省職員生活協同組合（職）
- 日本無線生活協同組合（職）
- シチズン生活協同組合（職）
- 東京俳優生活協同組合（職）
- 生活協同組合・消費者住宅センター（他）
- 生活協同組合・東京高齢協（他）

神奈川県
- 神奈川県生活協同組合連合会（連）
- 生活協同組合ユーコープ
- 生活協同組合パルシステム神奈川ゆめコープ
- 生活クラブ生活協同組合神奈川
- 生活協同組合うらがCO-OP
- 生活協同組合ナチュラルコープヨコハマ
- （東都生活協同組合）
- 全日本海員生活協同組合（職）
- 富士フイルム生活協同組合（職）
- 川崎市職員生活協同組合（職）
- 相模原市職員生活協同組合（職）
- 福祉クラブ生活協同組合（他）
- 神奈川高齢者生活協同組合（他）

山梨県
- 山梨県生活協同組合連合会（連）
- （生活協同組合ユーコープ）
- 生活協同組合パルシステム山梨
- 生活クラブ生活協同組合]山梨

長野県
- 長野県生活協同組合連合会（連）
- 生活協同組合コープながの
- 生活クラブ生活協同組合長野
- 長野県高等学校生活協同組合（学）
- 長野県庁生活協同組合（職）
- セイコーエプソン生活協同組合（職）
- 長野日本無線生活協同組合（職）

新潟県
- 新潟県生活協同組合連合会（連）
- 生活協同組合コープにいがた
- 生活協同組合コープクルコ
- 生活協同組合パルシステム新潟ときめき
- ニイガタ・生活協同組合
- 新潟県学校生活協同組合（学）
- 新潟県職員生活協同組合（職）
- 新潟市職員生活協同組合（職）
- 上越市職員生活協同組合（職）

静岡県
- 静岡県生活協同組合連合会（連）
- （生活協同組合ユーコープ）
- 生活協同組合パルシステム静岡
- 生活クラブ生活協同組合静岡
- （あいち生活協同組合）
- 静岡県教職員生活協同組合（学）
- スズキ生活協同組合（職）

### 北陸
富山県
- 富山県生活協同組合連合会（連）
- 富山県生活協同組合
- 生活協同組合CO・OPとやま
- 富山県学校生活協同組合（学）

石川県
- 石川県生活協同組合連合会（連）
- 生活協同組合連合会コープ北陸事業連合（連）
- 生活協同組合コープいしかわ
- 石川県学校生活協同組合（学）

福井県
- 福井県生活協同組合連合会（連）
- 福井県民生活協同組合
- 福井県学校生活協同組合（学）
- 福井県庁生活協同組合（職）
- 菅浜生活協同組合（職）

### 東海
愛知県
- 愛知県生活協同組合連合会（連）
- 生活協同組合連合会東海コープ事業連合（連）
- 生活協同組合連合会アイチョイス（連）
- 生活協同組合コープあいち
- 生活クラブ生活協同組合愛知
- あいち生活協同組合
- 一宮生活協同組合
- 愛知県学校生活協同組合（学）
- トヨタ生活協同組合（職）
- かりや愛知中央生活協同組合（職）
- 愛知県職員生活協同組合（職）

岐阜県
- 全岐阜県生活協同組合連合会（連）
- 生活協同組合コープぎふ
- 生活協同組合ぷちとまと
- 岐阜県学校生活協同組合（学）

三重県
- 三重県生活協同組合連合会（連）
- 生活協同組合コープみえ
- 三重県学校生活協同組合（学）

### 近畿
滋賀県
- 滋賀県生活協同組合連合会（連）
- 生活協同組合コープしが
- 生活クラブ生活協同組合滋賀
- しがまる生活協同組合
- 滋賀県職員生活協同組合（学）

奈良県
- 奈良県生活協同組合連合会（連）
- 市民生活協同組合ならコープ
- 生活クラブ生活協同組合奈良
- 生活協同組合コープ自然派奈良

和歌山県
- 和歌山県生活協同組合連合会（連）
- わかやま市民生活協同組合
- 和歌山県学校生活協同組合（学）
- メルスィー生活協同組合

京都府
- 京都府生活協同組合連合会（連）
- 京都生活協同組合
- 生活協同組合生活クラブ京都エル・コープ
- 生活協同組合コープ自然派京都
- 京都府庁生活協同組合（職）
- 京都市民共済生活協同組合（他）

大阪府
- 大阪府生活協同組合連合会（連）
- 生活協同組合連合会コープきんき事業連合（連）
- 生活協同組合おおさかパルコープ
- 大阪いずみ市民生活協同組合
- 大阪よどがわ市民生活協同組合
- 生活クラブ生活協同組合大阪
- 生活協同組合コープ自然派ピュア大阪
- 生活協同組合エスコープ大阪
- グリーンコープ生活協同組合おおさか
- 北摂・高槻生活協同組合
- オレンジコープ（泉南生活協同組合）
- （生活協同組合コープこうべ）
- 大阪学校生活協同組合（学）
- 関西大学生活協同組合（学）
- 日鉄住金生活協同組合（職）
- 大阪市民共済生活協同組合（他）

兵庫県
- 兵庫県生活協同組合連合会（連）
- 生活協同組合連合会コープ自然派事業連合（連）
- 生活協同組合コープこうべ
- 生活協同組合コープ自然派兵庫
- 生活クラブ生活協同組合都市生活
- 神戸市民生活協同組合
- 西宮市職員生活協同組合（職）
- 尼崎市民共済生活協同組合（他）
- 西宮市民共済生活協同組合（他）
- 姫路市民共済生活協同組合（他）

### 中国
岡山県
- 岡山県生活協同組合連合会（連）
- 生活協同組合おかやまコープ
- グリーンコープ生活協同組合おかやま
- 岡山県学校生活協同組合（学）
- 岡山大学生活協同組合（学）
- 三井造船生活協同組合（職）

広島県
- 広島県生活協同組合連合会（連）
- 生活協同組合連合会コープ中国四国事業連合（連）
- 生活協同組合ひろしま
- 竹原生活協同組合
- グリーンコープ生活協同組合ひろしま
- 日立造船因島生活協同組合（職）
- 広島県学校生活協同組合（学）
- 広島県高等学校生活協同組合（学）

鳥取県
- 鳥取県生活協同組合連合会（連）
- 鳥取県生活協同組合
- グリーンコープ生活協同組合とっとり
- 鳥取県教職員組合（職）

島根県
- 島根県生活協同組合連合会（連）
- 生活協同組合しまね
- グリーンコープ生活協同組合島根
- 島根県学校生活協同組合（学）

山口県
- 山口県生活協同組合連合会（連）
- 生活協同組合コープやまぐち
- グリーンコープやまぐち生活協同組合
- 山口県学校生活協同組合（学）
- 山口大学生活協同組合（学）
- 東ソー生活協同組合（職）
- 福祉生活協同組合さんコープ（他）

### 四国
香川県
- 香川県生活協同組合連合会（連）
- 生活協同組合コープかがわ
- （生活協同組合コープ自然派しこく）
- 香川県学校生活協同組合（学）
- 香川県庁消費生活協同組合（職）
- 三菱マテリアル直島生活協同組合（職）

徳島県
- 徳島県生活協同組合連合会（連）
- 生活協同組合とくしま生協
- 生活協同組合コープ自然派しこく
- 徳島県学校生活協同組合（学）

愛媛県
- 愛媛県生活協同組合連合会（連）
- 生活協同組合連合会大学生協中国四国事業連合（連）
- 生活協同組合コープえひめ
- （生活協同組合コープ自然派しこく）
- 愛媛県学校生活協同組合連合会（学）
- 井関農機消費生活協同組合（職）
- 松山市職員生活協同組合（職）

高知県
- 高知県生活協同組合連合会（連）
- こうち生活協同組合
- （生活協同組合コープ自然派しこく）
- 高知県学校生活協同組合（学）
- 高知県庁消費生活協同組合（職）

### 九州・沖縄
福岡県
- 福岡県生活協同組合連合会（連）
- 生活協同組合連合会コープ九州事業連合（連）
- グリーンコープ生活協同組合連合会（連）
- グリーンコープ共済生活協同組合連合会（連）
- エフコープ生活協同組合
- グリーンコープ生活協同組合ふくおか
- 福岡県学校生活協同組合（学）
- 福岡県民火災共済生活協同組合（他）

佐賀県
- 佐賀県生活協同組合連合会（連）
- コープさが生活協同組合
- グリーンコープ生活協同組合さが
- 佐賀県学校生活協同組合（学）

長崎県
- 長崎県生活協同組合連合会（連）
- 生活協同組合ララコープ
- グリーンコープ生活協同組合長崎
- 長崎県学校生活協同組合（学）
- 長崎県職員生活協同組合（職）
- 長崎市役所職員生活協同組合（職）
- 長崎県漁協女性部連合会（職）
- 福祉生活協同組合いきいきコープ（他）

大分県
- 大分県生活協同組合連合会（連）
- 生活協同組合コープおおいた
- 日田市民生活協同組合
- グリーンコープ生活協同組合おおいた
- 大分県学校生活協同組合（学）
- 大分県高等学校生活協同組合（学）
- 大分県職員消費生活協同組合（職）
- 自治労大分県本部信用販売生活協同組合（職）
- 大分県労働者総合生活協同組合（職）

熊本県
- 熊本県生活協同組合連合会（連）
- 生活協同組合くまもと
- グリーンコープ生活協同組合くまもと
- 熊本県小中学校生活協同組合（学）
- 熊本県職員天草地区生活協同組合（職）
- 井関農機熊本消費生活協同組合（職）

宮崎県
- 宮崎県生活協同組合連合会（連）
- 生活協同組合コープみやざき
- グリーンコープ生活協同組合みやざき
- 宮崎県学校生活協同組合（学）

鹿児島県
- 鹿児島県生活協同組合連合会（連）
- 生活協同組合コープかごしま
- グリーンコープかごしま生活協同組合
- 鹿児島県学校生活協同組合（学）
- 鹿児島県職員生活協同組合（職）

沖縄県
- 沖縄県生活協同組合連合会（連）
- 生活協同組合コープおきなわ
- 沖縄県学校生活協同組合（学）
- 沖縄電力生活協同組合（職）

### 全国連合会
- 日本コープ共済生活協同組合連合会（連）
- 日本医療福祉生活協同組合連合会（連）
- 全国大学生活協同組合連合会（連）
- 全国住宅生活協同組合連合会（連）
- 全国労働者共済生活協同組合連合会（連）

## 不祥事等

### 史上最高額の下請法違反事件
2012年9月25日、公正取引委員会は日本生協連が下請業者に支払う代金を不当に減額及び遅延させていたとして、下請代金支払遅延等防止法（下請法）違反で再発防止を勧告した。不当減額や代金の支払遅延利息等、違反総額は519社に対し合計約38億9400万円という巨額にのぼり、史上最高額の違反事件となった。日本生協連はCO・OPマークが付けられたプライベートブランド商品の製造を委託している下請業者に対し、値引き分の一部負担など約25億6300万円を不当に減額、売れ残り商品の不当返品約480万円分や商品開発段階の試食等のテスト費用約260万円分まで負担させていた。また日本生協連は下請業者に対し、下請法によって義務付けられている物品受領後60日以内の代金支払いを行わず、大幅な支払い遅延を起こしていたため、約13億2300万円に及ぶ支払遅延利息も認定された。日本生協連は「下請法の定める親事業者の順守事項についての理解が不足していた」と説明、既に契約是正･返金・利息支払は終えているという。下請法の運用は大半が警告で処理され、正式に勧告や罰金刑に処された事例はほとんどなかったが、日本生協連の違反は519社に対し総額約38億9400万円という大規模なものであったため、公取委が勧告に踏み切ったものである。

## テレビ番組
- 日経スペシャル カンブリア宮殿 「知られざる巨大小売り事業者「生協」」（2007年10月8日、テレビ東京）- 出演：日本生活協同組合連合会 山下俊史[8]。